# کیپ ایر
کیپ ایر (به انگلیسی: Cape Air) یک شرکت هواپیمایی با کد یاتا 9K است که در تاریخ ۱۹۸۹ میلادی تأسیس شده‌است. دفتر مرکزی کیپ ایر در برنستبل، ماساچوست واقع شده‌است و به ۳۶ مقصد، پرواز مستقیم انجام می‌دهد.